# Championnats du monde de descente de canoë-kayak 2017
Navigation
Championnats du monde de descente 2016 Championnats du monde de descente 2018
Les 34e championnats du monde de descente en canoë-kayak de 2017 se sont tenus à Pau, en France, sous l'égide de la Fédération internationale de canoë. Ils se déroulent conjointement avec les championnats du monde de slalom 2017.
Cette compétition se limite au sprint.

## Sprint

### K1
| Rang                      | Athlète         | Pays     | Temps       |
| ------------------------- | --------------- | -------- | ----------- |
| Médaille d'or, monde      | Anze Urankar    | Slovénie | 45 min 95 s |
| Médaille d'argent, monde  | Nejc Znidarcic  | Slovénie | 46 min 34 s |
| Médaille de bronze, monde | Gaëtan Guyonnet | France   | 46 min 54 s |

| Rang                      | Athlète                                          | Pays      | Temps       |
| ------------------------- | ------------------------------------------------ | --------- | ----------- |
| Médaille d'or, monde      | Paul Graton Gaëtan Guyonnet Clément Faure        | France    | 49 min 11 s |
| Médaille d'argent, monde  | Nejc Znidarcic Simon Oven Anze Urankar           | Slovénie  | 49 min 99 s |
| Médaille de bronze, monde | Yannic Lemmen Bjoern Beerschwenger Björn Barthel | Allemagne | 50 min 71 s |

| Rang                      | Athlète       | Pays            | Temps       |
| ------------------------- | ------------- | --------------- | ----------- |
| Médaille d'or, monde      | Claire Bren   | France          | 51 min 73 s |
| Médaille d'argent, monde  | Manon Hostens | France          | 51 min 91 s |
| Médaille de bronze, monde | Hannah Brown  | Grande-Bretagne | 52 min 37 s |

| Rang                      | Athlète                                        | Pays      | Temps          |
| ------------------------- | ---------------------------------------------- | --------- | -------------- |
| Médaille d'or, monde      | Claire Bren Manon Hostens Phénicia Dupras      | France    | 56 min 51 s    |
| Médaille d'argent, monde  | Giulia Formenton Beatrice Grasso Mathilde Rosa | Italie    | 58 min 69 s    |
| Médaille de bronze, monde | Sabine Fuesser Lisa Koestle Alke Overbeck      | Allemagne | 1 h 1 min 34 s |

### C1
| Rang                      | Athlète       | Pays      | Temps       |
| ------------------------- | ------------- | --------- | ----------- |
| Médaille d'or, monde      | Ondrej Rolenc | Tchéquie  | 50 min 29 s |
| Médaille d'argent, monde  | Matej Benus   | Slovaquie | 50 min 47 s |
| Médaille de bronze, monde | Blaz Cof      | Slovénie  | 51 min 26 s |

| Rang                      | Athlète                                         | Pays     | Temps       |
| ------------------------- | ----------------------------------------------- | -------- | ----------- |
| Médaille d'or, monde      | Ancelin Gourjault Louis Lapointe Quentin Dazeur | France   | 53 min 50 s |
| Médaille d'argent, monde  | Ondrej Rolenc Antonin Hales Vladimir Slanina    | Tchéquie | 53 min 57 s |
| Médaille de bronze, monde | Simeon Hocevar Blaz Cof Luka Zganjar            | Slovénie | 58 min 94 s |

| Rang                      | Athlète         | Pays     | Temps       |
| ------------------------- | --------------- | -------- | ----------- |
| Médaille d'or, monde      | Claire Haab     | France   | 58 min 45 s |
| Médaille d'argent, monde  | Martina Satkova | Tchéquie | 58 min 94 s |
| Médaille de bronze, monde | Marie Nemcova   | Tchéquie | 59 min 29 s |

| Rang                      | Athlète                                      | Pays      | Temps           |
| ------------------------- | -------------------------------------------- | --------- | --------------- |
| Médaille d'or, monde      | Martina Satkova Radka Valikova Marie Nemcova | Tchéquie  | 1 h 6 min 70 s  |
| Médaille d'argent, monde  | Manon Durand Claire Haab Cindy Coat          | France    | 1 h 9 min 25 s  |
| Médaille de bronze, monde | Maren Lutz Lea Sophie Barth Sabrina Barm     | Allemagne | 1 h 34 min 86 s |

### C2
| Rang                      | Athlète                            | Pays   | Temps       |
| ------------------------- | ---------------------------------- | ------ | ----------- |
| Médaille d'or, monde      | Quentin Dazeur Stéphane Santamaria | France | 49 min 39 s |
| Médaille d'argent, monde  | Tony Debray Louis Lapointe         | France | 50 min 1 s  |
| Médaille de bronze, monde | Damien Mareau Pierre Troubady      | France | 50 min 79 s |

| Rang                      | Athlète | Pays     | Temps       |
| ------------------------- | --- | -------- | ----------- |
| Médaille d'or, monde      | Quentin Dazeur / Stéphane Santamaria Damien Mareau / Pierre Troubady Louis Lapointe / Tony Debray                 | France   | 53 min 18 s |
| Médaille d'argent, monde  | Marek Rygel / Petr Vesely Antonin Hales / Martin Novak Michal Sramek / Lukas Tomek                                | Tchéquie | 56 min 81 s |
| Médaille de bronze, monde | Vladi Carlo Panato / Federico Fasoli Mattia Quintarelli / Giorgio Dell'Agostino Paolo Razzauti / Stefano Cipressi | Italie   | 58 min 41 s |

| Rang                      | Athlète                             | Pays      | Temps          |
| ------------------------- | ----------------------------------- | --------- | -------------- |
| Médaille d'or, monde      | Anezka Paloudova Marie Nemcova      | Tchéquie  | 59 min 26 s    |
| Médaille d'argent, monde  | Manon Durand Cindy Coat             | France    | 59 min 67 s    |
| Médaille de bronze, monde | Barbora Kortisova Katarina Kopunova | Slovaquie | 1 h 0 min 29 s |

## Tableau des médailles
| Rang  | Nation          | Or | Argent | Bronze | Total |
| ----- | --------------- | -- | ------ | ------ | ----- |
| 1     | France          | 7  | 4      | 2      | 13    |
| 2     | Tchéquie        | 3  | 3      | 1      | 7     |
| 3     | Slovénie        | 1  | 2      | 2      | 5     |
| 4     | Italie          | 0  | 1      | 1      | 2     |
| 4     | Slovaquie       | 0  | 1      | 1      | 2     |
| 6     | Allemagne       | 0  | 0      | 3      | 3     |
| 7     | Grande-Bretagne | 0  | 0      | 1      | 1     |
| Total | Total           | 11 | 11     | 11     | 33    |